# Maze Runner: Dødskuren
Maze Runner: Dødskuren er en amerikansk fantasy/science fiction film. Den udkom den 12. januar i 2018 i USA og er den tredje filmen i serien efter The Maze Runner (2014) og Maze Runner: Infernoet (2015). Filmen er instrueret af Wes Ball. 
På rollelisten er  Dylan O'Brien, Kaya Scodelario, Thomas Brodie-Sangster, Will Poulter, Dexter Darden, Nathalie Emmanuel, Giancarlo Esposito, Aidan Gillen, Walton Goggins, Ki Hong Lee, Jacob Lofland, Katherine McNamara, Barry Pepper, Rosa Salazar og Patricia Clarkson.

## Rolleliste
- Dylan O'Brien som Thomas
- Kaya Scodelario som Teresa
- Thomas Brodie-Sangster som Newt
- Dexter Darden som Frypan
- Nathalie Emmanuel som Harriet
- Giancarlo Esposito som Jorge
- Aidan Gillen som Janson
- Walton Goggins som Lawrence
- Ki Hong Lee som Minho
- Jacob Lofland som Aris
- Katherine McNamara som Sonya
- Barry Pepper som Vince
- Will Poulter som Gally
- Rosa Salazar som Brenda
- Patricia Clarkson som Ava Paige